# Dälek
dälek (udtalt 'Die-a-leck') er en amerikansk eksperimentel hip hopgruppe., der blev danet Newark, New Jersey i 1998. Gruppen består af MC dälek (vokaler og producer) og Mike Manteca (aka Mike Mare) (elektronik og producer).

## Diskografi

### Albums
- Negro Necro Nekros (1998)
- From Filthy Tongue of Gods and Griots (2002)
- Absence (2005)
- Streets All Amped (2006)
- Deadverse Massive Vol. 1 Rarities 1999–2006 (2007)[1]
- Abandoned Language (2007)
- Gutter Tactics (2009)
- Untitled (2010)
- Asphalt for Eden (2016)
- Endangered Philosophies (2017)

### Singler og EP'er
- "Dälek vs. Dälek" (2002)
- "Molten" (2016) - download
- Respect To The Authors (2019) - EP'er med seks sange